# Diocesi di Cabarsussi
La diocesi di Cabarsussi (in latino Dioecesis Cabarsussitana) è una sede soppressa e sede titolare della Chiesa cattolica.

## Storia
Cabarsussi, identificabile con Drâa-Bellouan nell'odierna Tunisia, è un'antica sede episcopale della provincia romana di Bizacena.
Cabarsussi fu sede, il 24 giugno 393, di un concilio di vescovi donatisti dissidenti, che avevano sostenuto la candidatura di Massimiano sulla sede di Cartagine, contro quella di Primiano. A questo concilio prese parte il vescovo Donato, che sottoscrisse la lettera sinodale al 17º posto. Un altro donatista, Marciano, intervenne alla conferenza di Cartagine del 411, che vide riuniti assieme i vescovi cattolici e donatisti dell'Africa romana; la sede in quell'occasione non aveva vescovi cattolici.
Nel VI secolo è noto il vescovo Teodoro, di cui parla Vittore di Tunnuna nella sua cronaca della storia del mondo; difensore dei Tre Capitoli, fu esiliato a Costantinopoli, dove morì il giorno stesso della morte di Giustiniano. Infine, ultimo vescovo conosciuto di Cabarsussi è Mustolo, che prese parte al concilio antimonotelita di Cartagine del 646.
Dal 1933 Cabarsussi è annoverata tra le sedi vescovili titolari della Chiesa cattolica; dal 7 novembre 2014 il vescovo titolare è Terence Robert Curtin, già vescovo ausiliare di Melbourne.

## Cronotassi

### Vescovi
- Donato † (menzionato nel 393) (vescovo donatista)
- Marciano † (menzionato nel 411) (vescovo donatista)

- Teodoro † (? - 13 novembre 565 deceduto)
- Mustolo † (menzionato nel 646)

### Vescovi titolari
- Gabriel Kihimbare † (29 settembre 1964 - 15 dicembre 1964 deceduto)
- Joseph Blomjous, M.Afr. † (15 ottobre 1965 - 13 maggio 1977 dimesso)
- Arnaldo Clemente Canale † (10 giugno 1977 - 30 luglio 1990 deceduto)
- Albert Malcolm Ranjith Patabendige Don (17 giugno 1991 - 2 novembre 1995 nominato vescovo di Ratnapura)
- José María Pinheiro (12 febbraio 1997 - 9 marzo 2005 nominato vescovo di Bragança Paulista)
- Joaquim Justino Carreira † (24 marzo 2005 - 23 novembre 2011 nominato vescovo di Guarulhos)
- António Manuel Moiteiro Ramos (8 giugno 2012 - 4 luglio 2014 nominato vescovo di Aveiro)
- Terence Robert Curtin, dal 7 novembre 2014